# 美国国会
合眾國國會，通稱為美國國會，是美国最高立法机关，由參議院與眾議院構成，位於華盛頓特區的國會大廈。根据《美国宪法》，美国是三权分立的国家，其中立法权力歸於国会、行政权力歸於总统、司法权力歸於最高法院。国会是美国的權力中樞，由經直接选举產生參議院議員與眾議院議員组成的兩院制度，每个议员代表其选区内的选民；但是作为一个整体，国会议员代表整个国家的选民，通过立法来规范政府與人民的行为等。

## 历史

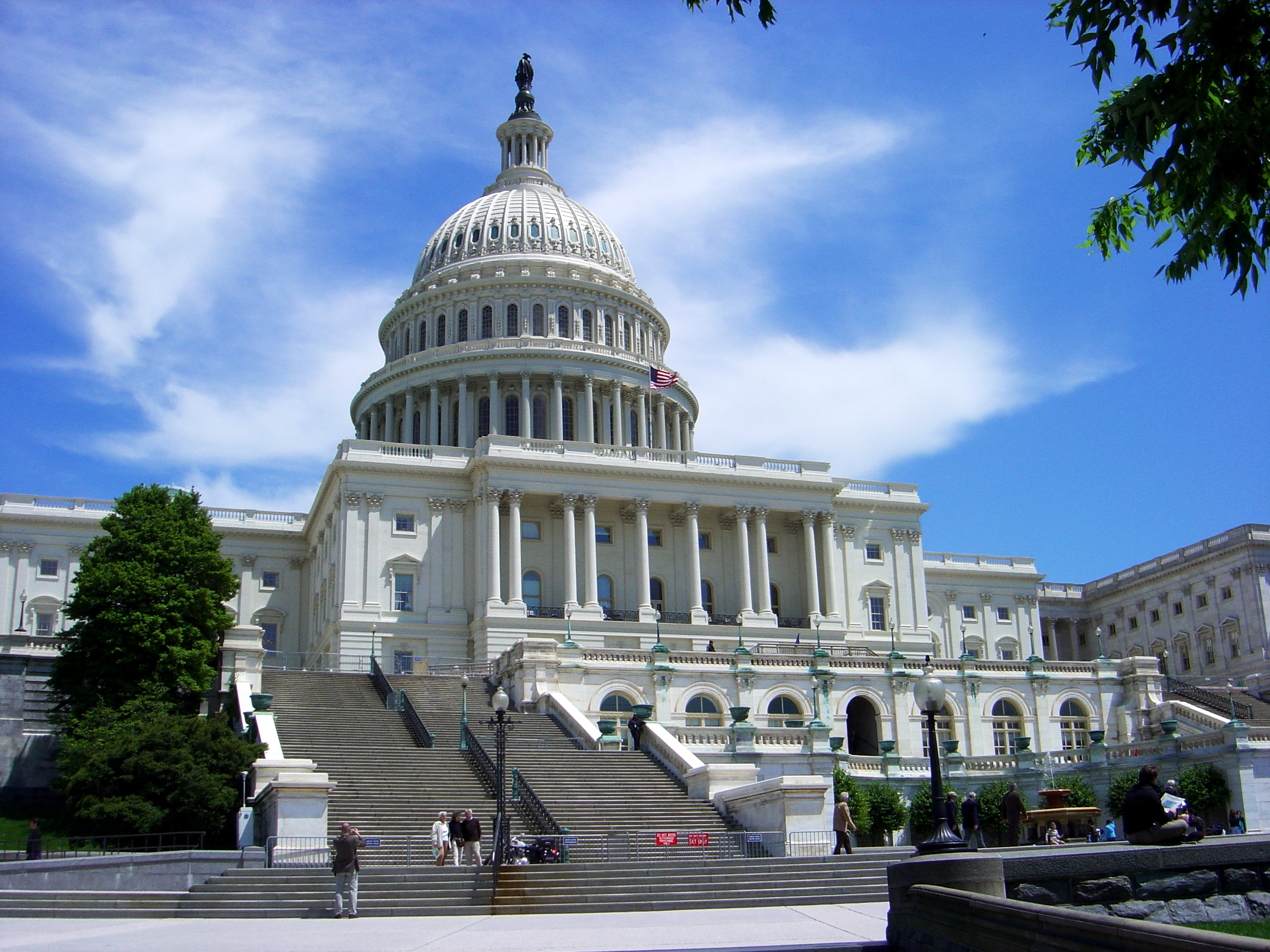
美国国会大厦，位于美国首都华盛顿哥伦比亚特区

合眾國国会创立于1789年3月4日，它的前身是邦联议会（1781年－1789年）。美国宪法第一条指明国会的结构、权力和运作方式。国会的两院制是康涅狄格妥协的结果，试图在大州所拥护的維珍尼亞方案和小州所拥护的新泽西方案之间，达到一个平衡。两院制也代表美国制宪会议代表对直接民主的不信任。在美国宪法第一条的第二款和第三款中，他们指定众议院的众议员由选民直接选举，但是参议院的参议员則由各州立法机构选举（后一条款在1913年通过了美国宪法第十七条修正案之后，改为由各州选民直接选举）。
宪法还规定众议员的任期为两年，每两年全部改选一次，而参议员任期是六年，每两年改选大約三分之一的议员。在总统选舉两年後所进行的国会选举，称为中期選舉。

## 国会任务
美国宪法规定國會具有立法、代表选民发言、监督、公众教育、调解冲突等不同任务，其中立法和代表权是最重要的两个任务。

### 立法任务
国会的主要職責是立法。在美国国内，国会是最高级的立法机构，制定影响每一个美国人的法律。立法经常需要在一些有争议的问题上作出决定，例如联邦预算、医疗保险改革、枪支控制，以及战争和和平。但是，国会并不发起它最终考虑的大部分提案。大部分提案来自于执行机构，而很多其他的来自政党和利益集团。通过一系列妥协和利益交换，以及大量的辩论和讨论，提案的拥护者尝试建立一个占据多数的联盟来制定国家政策。

### 代表任务
代表任务包含表达议员所在选区或者州的选民的意愿和需求，也包含并代表了更广范围内的国家利益，例如环境保护。因为选民意志经常和国家政策发生冲突，代表人物经常和影响国家的立法任务发生冲突。例如，虽然实行反倾销税可能对保护某些州内的产业有利，但是国家的出口可能会因为面临报复性反倾销税而受到损失。
考虑到对于国家利益的代表，以及党派和团体之间的政治交易，议员有时也会做出与所在选区或者州的选民意志相背的行为。例如，尽管联邦党在纽约州占据多数，但是马丁·范布伦在任职纽约州参议员期间，经常投票拥护民主共和党对英国的军事行动。但是，为了成功选举连任起见，议员也经常倾听选民的心声来决定自己的立场，以及在投票时反对其所在的政党和团体。严格而言，议员既不完全代表国家，也不完全代表所在选区或者州的选民，而是代表两者之间的混合体。

### 服务选民
议员及其雇员在面向选民的个案服务中，耗费大量时间。通过个案服务，议员帮助选民处理一些事务，例如和政府部门之间的纠纷、推广本地商业、解释特定提案的含义和对本地选民的影响等等。

### 监督任务
执行机构负责执行国会通过的法律。为了监视执行机构的施行，国会采取一系列行动来确保通过的法律得到执行。这是通过举行听证会和执行调查、改变某个机关的预算，以及对总统提名的执行机构和执法机构候选人进行审查来进行的。

### 公众教育任务
公众教育任务是国会举行公开听证会、执行监督政府的权力，或者在举行针对重要问题的公开辩论时执行的任务。通过执行这个任务，国会在影响到全国的问题上，给公众提供各方不同的意见。国会也决定是否以及何时举行听证会和辩论。这种日程控制也是公众教育任务的多面性之一。

### 调解任务
国会被认为是解决国内冲突的主要机构。代表各种种族、理念、性别、经济团体的利益集团向议员游说来表达不满和寻求帮助。这使得国会在通过法律的时候尽可能满足各种利益集团的要求，解决各方的冲突。在获得多数利益集团的支持的过程中，国会建立了民众对于国家的支持。

## 国会权力

### 明示的权力
美國憲法第一條第八款到第一條结束的條文，賦予國會在制定政策中所必需的权力：包括征税、贷款、规范州际和对外贸易、创建移民程序、立法规范破产、发行貨幣、规范度量衡、惩罚伪币制造者、设立邮局和驿路、保护版权、建立法院系统、惩罚海盗、宣战、募集、维持和规范陆军、海军和民兵、镇压叛乱和击退侵略等等。其中比较重要的，包括征税、规范州际和对外贸易和宣战。其它的宪法条款赋予国会规范其自身、规范美国选举人团、推翻总统的否决的权力。国会也可以规范州际关系、最高法院复审案件的范围以及提出美国宪法修正案。
后续的宪法修正案增加了一些国会的权力，例如在总统选举中没有候选人获得多数选票时，选择总统和副总统（第十二条）、征收所得税（第十六条）、在总统死亡或失去工作能力时决定代理總統（第二十和第二十五条）和统治华盛顿哥伦比亚特区（第二十三条）。
國會的兩院各自擁有部分權力，例如
- 参议院：批准或拒绝批准条约、解除已签署条约、批准或者拒绝批准总统提名的大使、美國最高法院大法官，以及其他执行部门官员[註 4]、在总统及下属官员被弹劾时进行审判[註 5]。
- 众议院：提出和财政有关的动议、宣战权、终战权（又称撤兵权）、在总统选举中没有候选人获得多数选票时选择总统和副总统、弹劾总统、首席大法官及主要官员。

### 必要且适当条款
除了这些宪法规定的权利之外，宪法还授权国会通过必要而适当的立法，来确保实施这些明示的权力。在很多宪法修正案中，也加入了这样的条款。

### 权力限制
美国宪法也规定了国会受到的宪法约束。国会受到的限制包括：不得立法确立国教（禁止特定宗教組織指导思想）；不得区别对待各种理论与言论，限制宗教与言论自由；（美国宪法第一修正案）不得通过任何允许缺席审判的议案；不得通过任何剥夺公民权利、没收财产、具有追溯效力的议案；不得通过任何征收出境税的议案等。
最高法院有權判断国会的行为和通過的法律是否違反宪法。

## 两院制

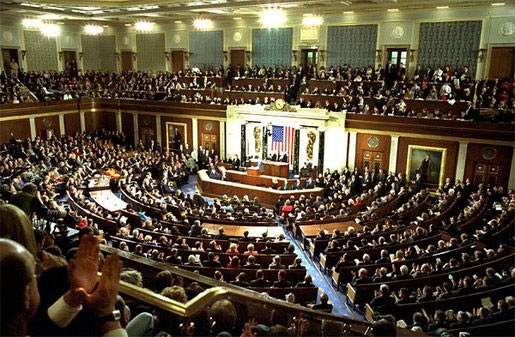
小布什总统在参众两院联席会议上做国情咨文报告

美国国会由两院组成：参议院又称为上議院；众议院又称为下議院，两院之间并无从属关系。虽然参议院和众议院是同一个立法机构的两个部分，但是它们之间的区别也不少。
参议院和众议院最明显的差别，是它们的大小。众议院中有各州众议员435名，以及华盛顿特区、关岛、美属维尔京群岛、美属萨摩亚、波多黎各及北馬里亞納群島的无投票权代表，而参议员来自50个州，每一州共2名，为数100名。这也使得众议院需要更多的法案来规范议员的辩论行为。
参议院通常允许针对所有问题进行无限制的演讲，但是也允许参议员通过投票来终止冗长辩论，一般來說要有60票（五分之三）多數同意，才能夠終止冗长辩论及表決法案。
众议院有专门的法案委员会，对几乎每个提案的讨论都加以时间限制。这使得众议院在机构比参议院更加庞大的情况下，仍旧可以以比参议院更快的速度通过议案。
因为数目原因，加上參議院擁有的權力及重要性較眾議院大，参议员通常比众议员具有更多的媒体曝光度，以及在政党内具有更高的地位，不少参议员在完成任期后加入內閣，甚至成為總統，而众议员则可能逐渐成为制定某个方面的政策的专家，例如财务、税务、环境或者教育政策等。

## 国会选举
参议院由各州自行选举，每州不论大小各选出两名任期六年的参议员，每两年有三分之一的参议院改选，但是选举过程受到美国宪法和联邦法律约束（美国宪法第一条第四款）。1913年美国宪法第十七条修正案通过之后，各州的两个参议员不再是由各州议会选出，而是由各州普选直接选出。
宪法规定每两年各州需要举行一次众议员选举，而每州的众议员数目和每个众议员的选区由每十年经过人口普查得到的数据决定（对于不足一个选区人口的小州，则规定由一位众议员代表）。
除了各州之外，其他美国地区，例如华盛顿特区、关岛、美属维尔京群岛、美属萨摩亚和波多黎各，也选举它们的国会代表。这些代表不参与投票，但是可以参与其他活动，例如调查和辩论。

### 选举候选人
参议员的资格是在就职时，必须年满30周岁，具有美国国籍必须超过9年，选举时必须是选举州的居民。众议员在就职时必须年满25周岁，具有美国国籍必须超过7年，而选举时必须是选举州的居民, 并不必须居住在本选区。
有党派的国会候选人通常需要通过一次党内初选，决定该政党在普选中提名的候选人。由于党派在美国选举中的统治地位，大部分候选人都需要经过这一程序。在初选中，候选人可能在某些问题上采取激进态度，以吸引当地的党内选票，但是在普选中，候选人可能采取中間派的态度，以吸引中间派的选票。

### 燕尾效应
大部分現任国会议员都能在下一屆选举中取得胜利。这归因与他们作为议员享有的权利和义务，例如调查选民和媒体报道等等。作为党派的一员，他们也会在竞选中帮助同一党派的候选人，使其所在党保持或者增强对选区的控制，这被称为燕尾效应。但是，选民也会根据总统的政绩，在期中选举決定投票目标。
由于每个众议员的选区是由根据人口密度划分的，所以在议会中占据多数地位的政党，会在每十年基于人口普查数据，重新划分选区的过程中，加强自身的地位。有時，重新划分选区的结果使得各区选民人口差别很大，或者种族差异很大。在1962年，最高法院引用了平等保护条款，开始禁止了这类行为。
尽管最高法院保护每人一票的权利，但是政党仍旧尝试透過重新划分选区來加强自身的优势，例如在電腦的帮助下，将反对党的支持者划到尽可能少的选区，或者划到尽可能多的控制稳固的选区。

## 國會議員

### 议员权利
国会具有自己的信息部门，为议员提供信息服务，另外，议员也具有远高于一般民众的工资、自己的办公室以及数十雇员。根据美国宪法第一条第六款，议员也具有较少引用的特免权，在参与议会时的行为较公民有较少限制。议员因职务所需的辩论和演讲，亦不会以诽谤罪起诉。

### 國會議員角色三大模型

#### 肉桶立法
肉桶立法是指美國國會議員為選區利益，經常於撥款法案（appropriations bills）中夾帶附加若干新公共褔利與建設條款（riders），這種以增加撥款案中的金額或撥款案，來為地方謀求利益的立法，在美國政治過程中稱為「肉桶立法」（pork-barrel）但實際上該項計劃往往多餘，只是因為該地所選出的民意代表，為了下一次選舉而討好選民、獲取選票的做法。後來，議員們提出法案必須附帶提出財源，才使肉桶立法受到限制。

#### 黨派模型
国会中存在大量的黨團，最有影响力的是各党派的黨團，通知议员该党派的投票策略和其他信息，兩黨各自組成眾議院民主黨黨團（House Democratic Caucus）和眾議院共和黨會議（House Republican Conference），以及參議院民主黨黨團（Senate Democratic Caucus）和參議院共和黨會議（Senate Republican Conference）。國會中另有不少就議題組成非正式的黨團，多数和各种利益集团有关，提供给议员关于某些特定问题的信息，例如支持台灣的國會台灣黨團會議。

## 国会结构
根据美国宪法，参议院名义上由副總統主持，但是副总统甚少引用此权利，而且他只是主持会议，平時没有投票权，只有当投票结果為正反方相等时，始可权參與表決。在副总统缺席时，参议院会选举临时议长来主持会议。在實際情況中，这个礼仪性职位由参议院的多数派的资深议员轮流担任。
参议院的实际权力，掌握於两大党派的核心会议所选出的领袖和黨鞭手中。领袖具有首先发言、设立辩论日程、指定委员会任务和成员等权利，而党鞭负责辅助领袖以及党员交流。多数黨领袖是参议院的发言人。
众议院的结构基本和参议院类似，但是在会议开始时所选出的眾議院議長具有主持眾議院的會議及眾議院多數黨的最高領袖，而众议院多数黨领袖是議長的助手，以及多数党的发言人。

### 委员会
国会的大部分立法工作，由各种各样的委员会及下属委员会进行。一般议案提出后，都是先经专业委员会研究审核，再付诸表决。委员会的成员通常是处理提案方面的专家。国会立法的效率很大程度上取決於其效率。
由于国会指派委员会处理专门的议案，而委员会成员一般是相关事务的专家，国会甚少投票反对委员会的行为。委员会负责转交议案到下属委员会、针对议案举行的听证会日程以及决定是否将议案提供给全体议员来投票。
两院中有一些常设委员的委员会，处理一些诸如预算之类的长期问题。这些常任委员会的机构一般比其他委员会更为庞杂，而职位竞争更激烈，成员一般由两党的决策委员会指派。另外，两院也会针对专门的问题和议案成立特别委员会。尽管一些特别委员会可能是常设的，但是大部分特别委员会是临时的。另外，众议院有专门用来规范法规产生过程的法规委员会。
除了这样的院内委员会之外，面向国会整体的委员会，例如国会图书馆联合委员会这样的联合委员会和确定议案最终版本的会议委员会，由两院议员组成。
委员会负责人通常由多数党年资最深者担任，但是近年来有在委员会内民主选举的趋势。

#### 常設委員會
眾議院共有20個常設委員會，參議院共有16個常設委員會，每個常設委員會可再划分成一系列小組委員會，以進行更專業的工作。目前常設委員會正有職業化和資深化的趨勢。
眾議院常設委員會包括：農業、撥款、军事、預算、教育及勞工、能源及商业、紀律、金融、外交事務、國土安全、眾院管理、司法、自然資源、政府運作、程序、科學太空及科技、小型企業、運輸及公共建設、退伍軍人事務、歲入委員會、全院委員會。

#### 協商委員會
只有在两院通过的议案绝对一致的情况下，该议案才能成为法律。大部分时候，参众两院会互相妥协，以求达成一致。但是所有议案中，5%能够通过。通常情况下，重要的议案必须提交给协调委员会（conference committee）处理。协调委员会是解决两院议案版本分歧的特别委员会，在整个委员会中，共和党和民主党都有各自的代表，但是多数党所占比例会大一些。

#### 聯合委員會
联合委员会的成员来自参众两院，其职能是讨论整个国会感兴趣的问题，或是监督由国会资助的各种机构，如国会图书馆或美国政府印刷局。如经济联合委员会、印刷联合委员会、税收联合委员会、图书馆联合委员会等。

## 國會運作

### 法律的产生
国会和总统下属的执行机关都可以提出议案。通常议案都是在两院同时被提出，除非涉及到某个议院独有的权利，例如财政或者条约。之后，议院会把议案转给专门的委员会，在那里进行研究、辩论、听证和改进。在委员会完成议案工作，向议院报告时，参议院多数派领导人或者众议院法规委员会需要计划公开辩论的时间。如果在全体投票中议案获得通过，且议案在两院被通过的版本不同，那么两院会成立一个協商委员会来解决分歧。如果協商委员会向议院报告的版本在两院都得到通过，那么议案会被提交总统，除非议案是宪法修正案，这时候议案会被提交各州进行批准。
如果总统签署了议案，那么议案就具有了法律效力，成为法律。如果总统否决议案，那么议院可能会修改议案以獲取总统的支持，或者以2/3多数推翻总统的否决（不能投弃权票），使议案自动成为法律。如果送达总统时国会会期只剩不到十天，而总统在会期之内没有签字，那么议案被搁置，自动失效。议会可以在下一次会议时重新引入议案。
任何一个议案的表决，只要有出席人数的1/5要求，就要将投票人姓名和所投结果在院报上公布，以便选民监督。

### 预算的产生
美国宪法规定，国会有权征税，而所有税务和拨款的动议必须由众议院提出，在這兩項事項上參議院只有修正權。国会也要求总统准备和提交年度财政预算。财政年度，亦即年度财政预算的开始日为每年10月。从年度财政预算的开始日前18个月起算，美国管理与预算局负责审核各部门提出的预算，并且准备总统在年度财政预算的开始日前9个月提交到国会的年度预算。国会应该在年度财政预算的开始日之前批准该预算，但是经常预算的批准日期会超出年度财政预算的开始日。这时候国会需要通过临时法律，使得政府可以在预算通过之前正常运行。

## 制度漏洞
美国国会众议员和美国国会参议员均只有任期限制而无连任次数限制。可能会出现因议员长期连任导致议员政治影响力过大，进而导致议员选举被操控、架空，甚至出现“民意代表不代表民意”，并较易滋生腐败。有論者認為，若能让国会议员仿效美国总统那样，只能任两届（无论任期是否连续）就能有效规避这一问题。
以往人们对因权力过于集中而引发的专制、权力寻租、极端主义的关注，多着眼于国家元首、政府首脑、政党领袖、最高领导人的任期。不过，假如社会中的其他成员（包括：国会议员、商业巨头、知名专家、名牌大学等）存在权力过于集中，或者说影响力过大，也容易出现同样的问题。

## 国会席次分佈

### 第119届
- 参议院： 
  - 共和党：53
  - 民主党：45
  - 無黨派獨立人士（加入民主黨團運作）：2
- 众议院：
  - 共和党：220
  - 民主党：213
  - 空缺：2

### 第118届
- 参议院： 
  - 民主党：48
  - 無黨派獨立人士（加入民主黨團運作）：3
  - 共和党：49
- 众议院：
  - 民主党：212
  - 共和党：221
  - 空缺：2

### 第117届
- 参议院： 
  - 民主党：48
  - 無黨派獨立人士（加入民主黨團運作）：2
  - 共和党：50
- 众议院：
  - 民主党：218
  - 共和党：212
  - 空缺：5

### 第116届
- 参议院： 
  - 共和党：52
  - 民主党：46
  - 無黨派獨立人士（加入民主黨團運作）：2
- 众议院：
  - 民主党：233
  - 共和党：197
  - 自由意志黨：1
  - 空缺：4

### 第115届
- 参议院： 
  - 共和党：51
  - 民主党：47
  - 無黨派獨立人士（加入民主黨團運作）：2
- 众议院：
  - 共和党：236
  - 民主党：196

### 第114届
- 参议院： 
  - 共和党：54
  - 民主党：44
  - 無黨派獨立人士（加入民主黨團運作）：2
- 众议院：
  - 共和党：246
  - 民主党：187

## 外部連結
- 美国众议院 （页面存档备份，存于） （英文）
- 美国参议院 （页面存档备份，存于） （英文）
- 国会图书馆 （页面存档备份，存于） （英文）
- 关于美国国会 （页面存档备份，存于） （英文）
- 美国政府追蹤网站 （页面存档备份，存于） （英文）
- 法治为民主奠定基础 （简体中文）
- 选举政治词汇 （简体中文）